# スーツケースの半分は
『スーツケースの半分は』（スーツケースのはんぶんは）は、日本の小説家の近藤史恵の連作短編小説。
本作で近藤は、第13回エキナカ書店大賞を受賞している。

## あらすじ
人から人に手渡され世界中を旅する青いスーツケースと、それを手に旅する女性らの成長を描く。

## 登場人物
山口真美（やまぐち　まみ）
「第一話　ウサギ旅に出る」の主人公。最初の旅人。新婚時のハネムーンの旅行先にブロードウェイのあるニューヨークを希望するが、移動時間の長さと休暇期間の短さを理由に断念。その後、フリーマーケットで素敵なスーツケースを手に入れて、わからず屋の夫を置いてニューヨークへの一人旅に挑戦する。
中野英恵（なかの　はなえ）
「第二話　三泊四日のシンデレラ」の主人公。二人目の旅人。リフレッシュのため、中国・香港にあるお気に入りの高級ホテルへ向かう。
舘原ゆり香（たちはら　ゆりか）
「第三話　星が笑う」の主人公。３人目の旅人。本来はドミトリーに宿泊し、公共交通機関で旅をするのが好きなバックパッカー。恋人に誘われアラブ首長国連邦のアブダビへ向かう。
澤悠子（さわ　ゆうこ）
「第四話　背伸びする街で」の主人公。四人目の旅人。フリーのライター。雑誌とのつながりを失わないために、損を承知で、フランス・パリへの取材旅行を引き受けた。友人のフランス人女性・マリーを頼ることが出来ず、経費節約のために、パリに在住する、英恵の従姉妹の栞を訪ねる。
栞（しおり）
「第五話　愛よりも少し寂しい」の主人公。悠子が宿泊したホテルの手違いで紛失したスーツケースに関わる女性。年上の恋人、エリックと同棲している。
星井優美（ほしい　ゆみ）
「第六話　キッチンの椅子は二つ」の主人公。獣医。スーツケースをフリーマーケットで真美に譲った売主。大学生の娘がいる。
星井春菜（ほしい　はるな）
「第七話　月とざくろ」の主人公。優美の娘。五人目の旅人。ドイツのシュトゥットガルトに留学。一羽のメンフクロウを保護する。
須賀加奈子（すが　かなこ）
「第九話　青いスーツケース」の主人公。スーツケースの最初の持ち主。第六話に登場する星井優美の別れた旦那の姉。